# Ross Point
Der Ross Point ist eine niedrige Landspitze im Südwesten von Nelson Island im Archipel der Südlichen Shetlandinseln. Sie liegt 3 km südöstlich der Harmony Cove und markiert die südöstliche Einfahrt zur Nelson Strait. Gleichzeitig ist sie die südöstliche Begrenzung der Einfahrt zur Varvara Cove.
Wissenschaftler der britischen Discovery Investigations kartierten sie 1935. Sie benannten sie nach James W. Ross, einem Landkartenzeichner im Hydrographenamt der britischen Admiralität. Eine  namentliche Verwechslungsgefahr besteht mit der Landspitze Punta Ross auf der Nordwestseite der Trinity-Halbinsel im Grahamland auf der Antarktischen Halbinsel.